# Firtl Mátyás
Firtl Mátyás (Sopron, 1949. október 30. –) Sopron és környéke országgyűlési képviselője, a Győr-Moson-Sopron megyei Önkormányzat alelnöke, a Magyar Országgyűlés KDNP frakciójának frakcióvezető-helyettese, az Európai ügyek bizottságának alelnöke, a Fidesz-KDNP frakciószövetség külügyi kabinetjének társelnöke, a Magyar Országgyűlés Skandináv-Magyar Baráti Társaság és a Svéd-Magyar Baráti Társaság elnöke, az EU-elnökségi munkacsoportjának állásfoglalásra jogosult tagja, a Nabucco-bizottság tagja.

## Életrajza
1968-ban végzett a Kempelen Farkas Technikumban, gépésztechnikusi oklevelet szerzett. Elvégezte a Felsőfokú Postai Áramellátó Rendszerek Tanfolyamot, majd a Postaműszaki Tiszti Iskola rádió és televízió szakirányon villamos képesítést szerzett.
Nyelvismeret: német, horvát
1968–98 között a Posta Rádió és Televízió Soproni Műszaki Igazgatóságánál, majd az Antenna Hungária Rt. Soproni Üzemigazgatóság műszaki előadója, szerviz csoportvezetője volt. 1999-től a Győr-Moson-Sopron megyei Önkormányzat keretén belül tevékenykedik.
Két gyermek édesapja: Katalin Barbara (1975) tanár, közgazdász, Európa-szakértő, 2006-tól 2010-ig Kópháza település alpolgármestere, Mátyás Sándor (1978) klarinétművész.

## Politikai munka
A politikai munkában való részvétele 1989-ben kezdődött. 1990-ben a Győr-Moson-Sopron megye 7-es sz. választókerületében a Kereszténydemokrata Néppárt országgyűlési képviselőjelöltje lett.
A KDNP kópházi és soproni szervezeteinek alapító tagja, 1990–94 között a KDNP megyei alelnöke és az Országos Intéző Bizottság tagja, majd 1997-ig az Országos Elnökség tagja volt.
1990–94 között Kópháza testületi képviselője, 1994-ben részt vett a Konrad Adenauer Alapítvány képzésén Bonnban.
1994–98 között a Győr-Moson-Sopron megyei közgyűlés tagja, az Oktatási, a Kulturális és a Vagyonkezelő Bizottság tagja volt.
1994-től a Sopron város és a Megyei Önkormányzat közötti Megyei Egyeztető Bizottság tagja.
1997-től a Fidesz – Magyar Polgári Szövetség tagja, az 1998. évi országgyűlési választásokon a FIDESZ megyei listáján a 8. helyen szerepelt. A választásokat követően ismét a Megyei Közgyűlés tagja, 1999-től alelnöke, 2001-től általános alelnöke volt.
2001-ben Kópházán önálló FIDESZ csoportot alakított, amelynek elnöke.
2002-től ismét a Győr-Moson-Sopron Megyei Közgyűlés általános alelnöke, a Kópházi Önkormányzat képviselője, a FIDESZ Győr-Moson-Sopron megyei választmányának alelnöke.
2004 novemberében az európai parlamenti képviselővé választott Szájer József megüresedett helyéért kiírt időközi választáson Fidesz–KDNP támogatással indult. A választás azonban – a szavazásra jogosult polgárok alacsony részvétele miatt – érvénytelennek és eredménytelennek bizonyult, így újabb fordulókra került sor.
A 2005 áprilisában megismételt időközi választás első fordulója ismét érvénytelen lett. A május 8-i második, már érvényes fordulóban a szavazatok 71,8 százalékát szerezte meg. Képviselői esküjét 2005. május 23-án tette le.
2006 májusától Győr-Moson-Sopron megye 7-es sz. választókerületének, Sopron és környéke választott egyéni országgyűlési képviselője, a Fidesz–KDNP frakciószövetség tagja, a Magyar Országgyűlés KDNP frakciójának frakcióvezető-helyettese, az Országgyűlés Európai ügyek bizottságának alelnöke, a Fidesz-KDNP frakciószövetség külügyi bizottságának társelnöke. 2007-től a KDNP Országos választmányának elnökségi tagja, a KDNP Győr-Moson-Sopron Megyei Szervezetének elnöke, a Magyar Országgyűlés Skandináv-Magyar és Svéd-Magyar Baráti Társaságának elnöke, a Magyar Országgyűlés EU-elnökségi munkacsoportjának állásfoglalásra jogosult tagja, a Nabucco-bizottság tagja.

## Európai uniós tevékenység
1999-től az Alpok-Adria Munkaközösség vezető tisztségviselője, az Eurégió West-Pannónia Munkacsoport Győr-Moson-Sopron megyei képviselője, 2006-tól a Magyar Köztársaság Országgyűlése Európai Ügyek Bizottságának alelnöke (KDNP)

## Közhasznú tevékenység
Létrehozója a „Napraforgó” kiemelten közhasznú alapítványnak, amelynek célja a megye szociális intézményeiben élők és dolgozók körülményeinek a javítása.

## Közéleti tevékenységért kapott kitüntetések
- Osztrák Corvinus Kör kitüntetés a magyar-osztrák kapcsolatokban kifejtett tevékenységéért.
- 2002 Honvédelemért ezüst fokozat.
- 2003 ÉFOÉSZ Győr-Moson-Sopron Megyei Szervezete Ezüstlánca az értelmi fogyatékossággal élő emberek érdekében végzett kimagasló munkájáért.
- 2004 Értelmi Fogyatékosok és Segítőik Országos Érdekvédelmi Szövetségétől Frim Jakab Emlékérem arany fokozata.

## Művei
- Az igazság tesz szabaddá; KDNP Országgyűlési Képviselőcsoportja, Bp., 2007 (Kereszténység és közélet)

## Civil szervezeti tagság
A MKDSZ, a Kópházi Horvát Egyesület, a Corvinus Kör, az International Police Association és a Horvát Kisebbségi Önkormányzat tagja.

## Díjai
- A Magyar Érdemrend tisztikeresztje (2019)